# 椎野茂
椎野 茂（しいの しげる、1959年1月19日 - ）は、日本のアナウンサー。

## 来歴・人物
福岡県福岡市生まれ。東京都立富士高等学校、東京大学教育学部を卒業。1984年4月に、TBSへ第21期生アナウンサーとして入社した。同期に、柄沢晃弘がいる。2004年10月には社内再編により他のアナウンサーとともにTBSテレビへの出向社員となり、2009年4月持株会社化に伴い、正式にTBSテレビの社員となる。
TBSへの入社後は、スポーツアナウンサーとして、野球、ラグビー、テニス、陸上競技などの中継に出演。一時は、テレビのニュース番組でスポーツキャスターを担当していた。1991年には、大学ラグビー・早明戦のラジオ実況で、第17回アノンシスト賞・ラジオ部門最優秀賞を受賞。また、世界陸上のマラソン中継や2004年アテネ五輪の女子マラソン（野口みずきが金メダルを獲得したレース）の実況を経験したほか、後年は「全日本実業団女子駅伝」のセンター実況を数年にわたって担当していた。
2007年6月24日、横浜ベイスターズ対オリックス・バファローズ戦（横浜スタジアム）でのネット配信中継で実況を担当した椎野は、中継ぎで登板しながら1死も取れず、タフィ・ローズから本塁打を被弾して降板した横浜の投手（当時）・高宮和也に対し、「水差し野郎」などと辛辣な表現を重ねながら批評。さらに同試合の8回表には変化球を多投し痛打される那須野巧に対して「何故あそこでインコースのストレートを使わない。使えないのか、使いたくないのか、使う度胸もないのか。」「何故そんなに変化球ばかりに頼るのか那須野！」と再度厳しい言葉を浴びせた。その実況の様子は、ニコニコ動画やYouTubeなどの動画投稿サイトで話題となった。
2016年4月1日付の人事異動でアナウンス職を離れ、総務局広報部担当部長に異動した。異動の前日（3月31日）にBS-TBSで放送された横浜DeNAベイスターズ対読売ジャイアンツ（巨人）戦（場所：横浜スタジアム）中継が、アナウンサーとしての最後の実況担当になった。
2017年7月1日付の組織変更で秘書室広報部担当部長となった。
2019年1月31日を以って定年退職。

## アナウンサー時代の担当番組

### スポーツ中継（テレビorラジオ）
※特記ない限り、テレビ番組。担当競技は、野球、テニス、ラグビー、マラソン、駅伝、バレーボール、ゴルフ（2008年から担当）。
- プロ野球中継
  - エキサイトベースボール（ラジオ）　
  - SAMURAI BASEBALL（テレビ）
    - 非公式パ・リーグ入れ替え戦!?千葉ロッテマリーンズVSたけし軍団（テレビ。1992年12月5日、15:00 - 15:54に放送。実況を担当）[13]
- 全米オープンテニス（1989年 - 2004年）[14][15]
- 全日本実業団対抗駅伝競走大会（ニューイヤー駅伝）[8]
- 世界陸上（'97アテネ、'99セビリア、'01カナダ、'03パリ、'05ヘルシンキ、'07大阪、'09ベルリン）
- アルペンスキー世界選手権雫石大会（1993年）
- バレーボール世界選手権（1998年）女子大会、日本戦の一部と決勝を担当
- シドニーオリンピック
- アテネオリンピック
- ラグビー日本選手権、大学選手権、高校ラグビー

### テレビ
- JNNおはようニュース&スポーツ（1986年）[7][16]
- JNNニュースコープ（1986年）週末版[6][7]
- スポーツチャンネル（1987年）[6][7]
- JNNニュースデスク（1988年 - 1990年）スポーツキャスター[6][7]
- JNNフラッシュニュース

### ラジオ
- 森本毅郎・スタンバイ!「スポーツスタンバイ」（2013年 - 2016年、不定期で担当）[注 3]
- 大沢悠里のゆうゆうワイド内「TBSニュース」（2013年 - 2016年、不定期で担当）[注 4]